# Carrara Herbal
O Carrara Herbal é um livro traduzido da língua árabe para o italiano no final do século XIV, sob os pedidos de Francisco II de Carrara, e que trata de substâncias medicinais.  É incerto se o livro representa a primeira coleção moderna de retratos naturalistas de plantas, mas pode-se afirmar que o Carrara Herbal marca o início de uma fase dos estudos da natureza. O livro foi escrito em Pádua, cidade com tradição em estudos medicinais, onde havia uma universidade de medicina que, entre os séculos XIV e XV ocupou um papel semelhante àquele que, entre os séculos XII e XIII, teve a Escola Médica Salernitana. 

Retratos das plantas iluminadas no Carrara Herbal.
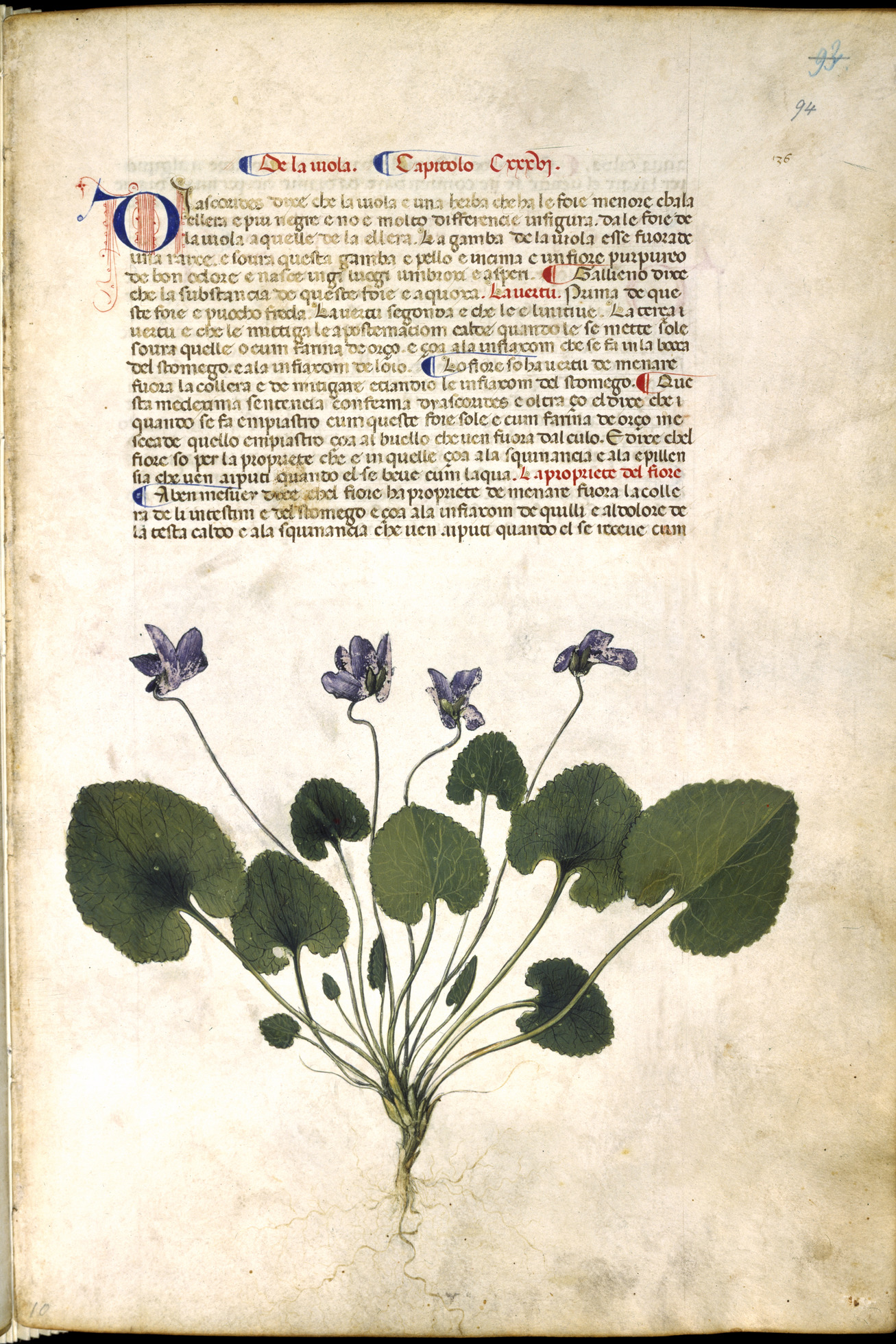
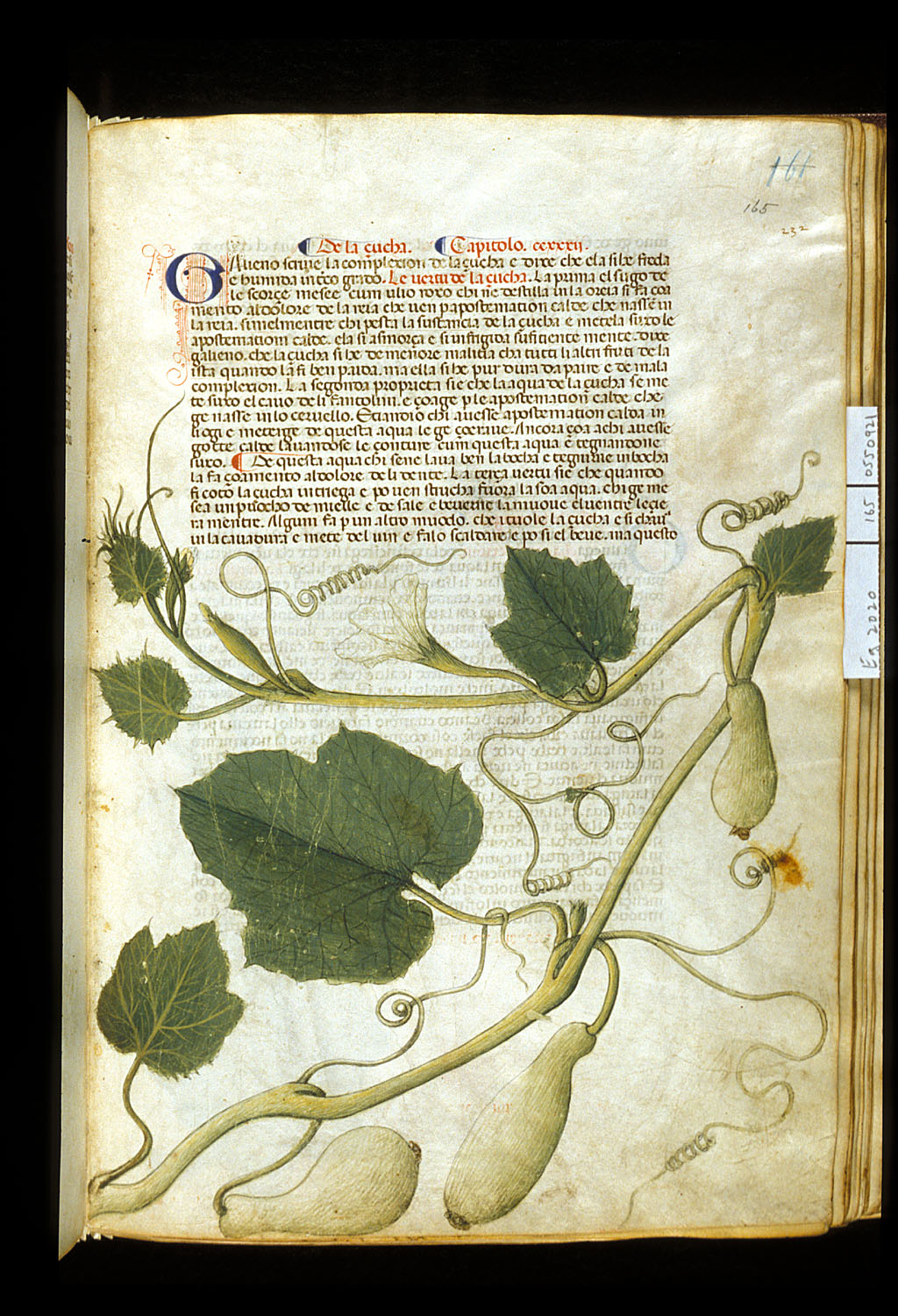
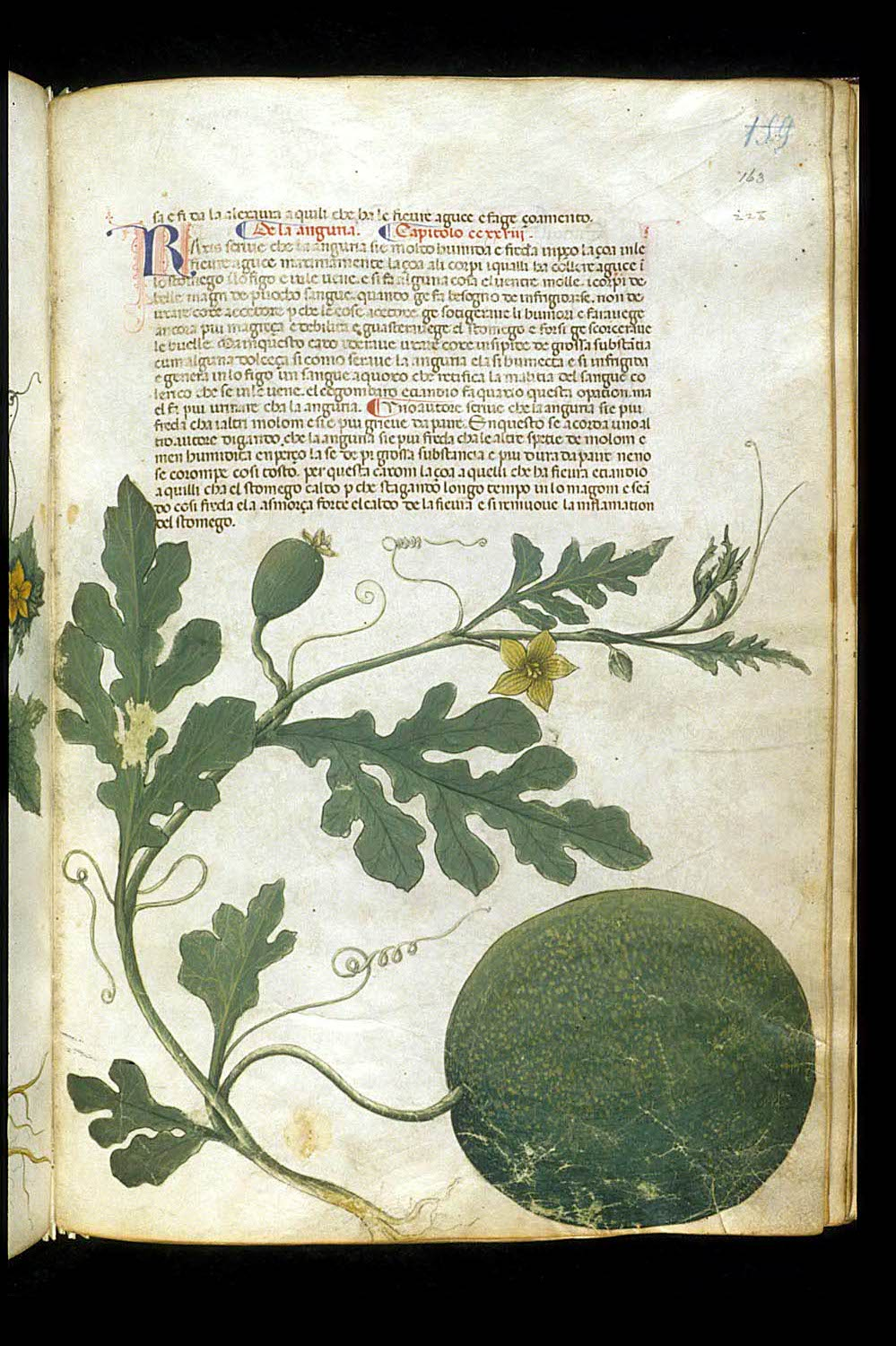
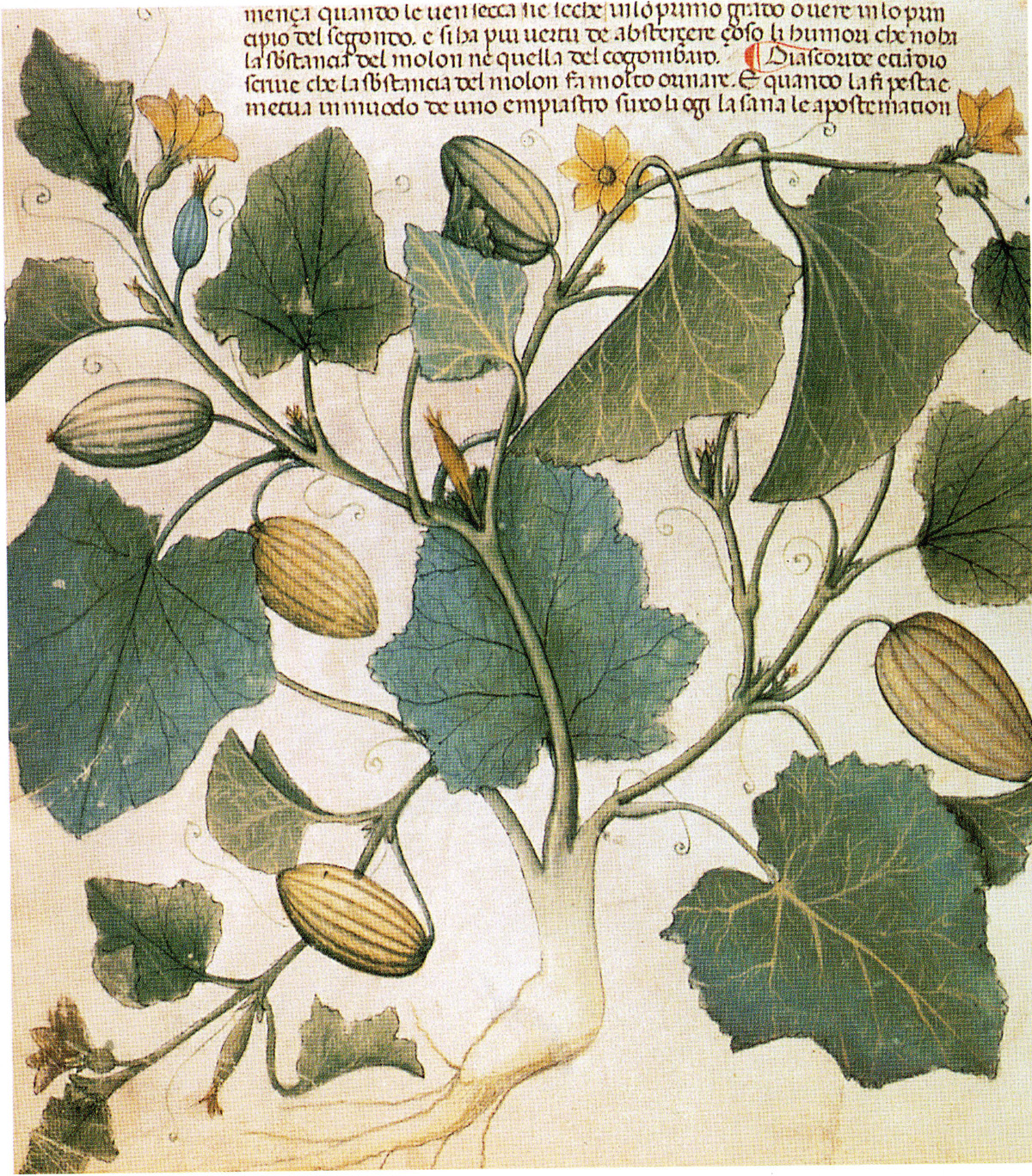
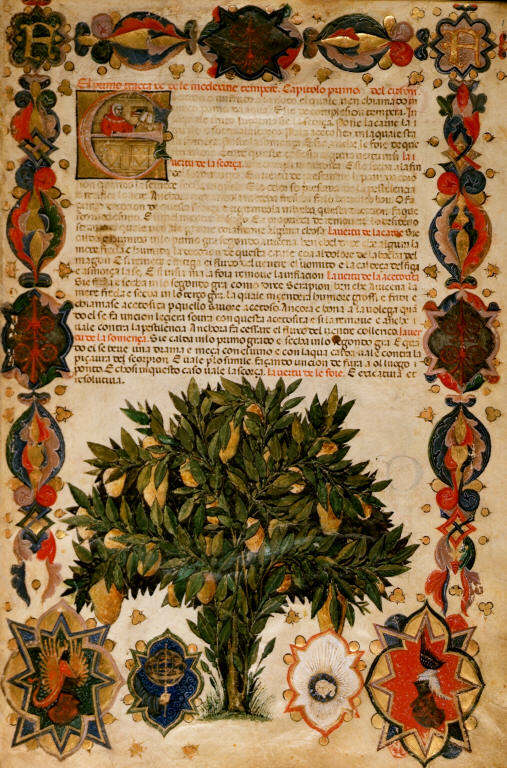